# Wilhelm Birnbaum
Wilhelm Birnbaum (* 25. September 1895 in Berlin; † 5. Oktober 1980 ebenda) war ein deutscher Politiker der SPD.
Wilhelm Birnbaum besuchte eine Volksschule und machte eine Lehre als Schriftsetzer. Ab 1913 arbeitete er als Schriftsetzer und trat der SPD bei. 1915 wurde er eingezogen. Nach dem Ersten Weltkrieg machte er eine Ausbildung als Fürsorger und arbeitete ab 1923 als Stadtjugendpfleger beim Bezirksamt Treptow. Mit der „Machtergreifung“ der Nationalsozialisten wurde Birnbaum 1933 entlassen und arbeitete anschließend mit seiner Ehefrau in einem Schreibwarengeschäft.
Nach dem Zweiten Weltkrieg wurde Birnbaum sofort Verwaltungsangestellter beim Bezirksamt Neukölln. Bei der Berliner Wahl 1948 wurde er in die Stadtverordnetenversammlung von Groß-Berlin gewählt, schied aber nach drei Monaten aus, da er Bezirksrat für Jugend im Bezirk Neukölln wurde. Auch bei der folgenden Wahl 1950 wurde er erneut in das Abgeordnetenhaus von Berlin gewählt, schied aber erneut nach drei Monaten aus, da er wieder Bezirksstadtrat für Jugend im Bezirk Neukölln wurde. Bis 1959 war Birnbaum im Amt, sein Nachfolger wurde dann Fritz Votava (SPD).